# Pascale Putégnat
Pascale Putégnat (née le 17 octobre 1960) est une autrice française de livres-jeux publiés dans la collection Histoires à jouer.